# Isaac Cruikshank

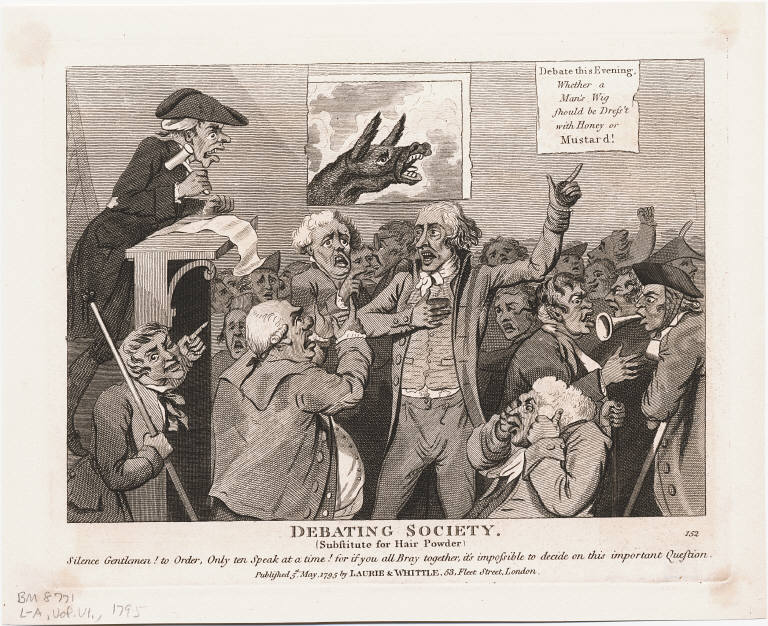
Isaac Cruikshank, Debating Society (Substitute for Hair Powder). London: Utgiven av Laurie & Whittle, 5 maj 1795.

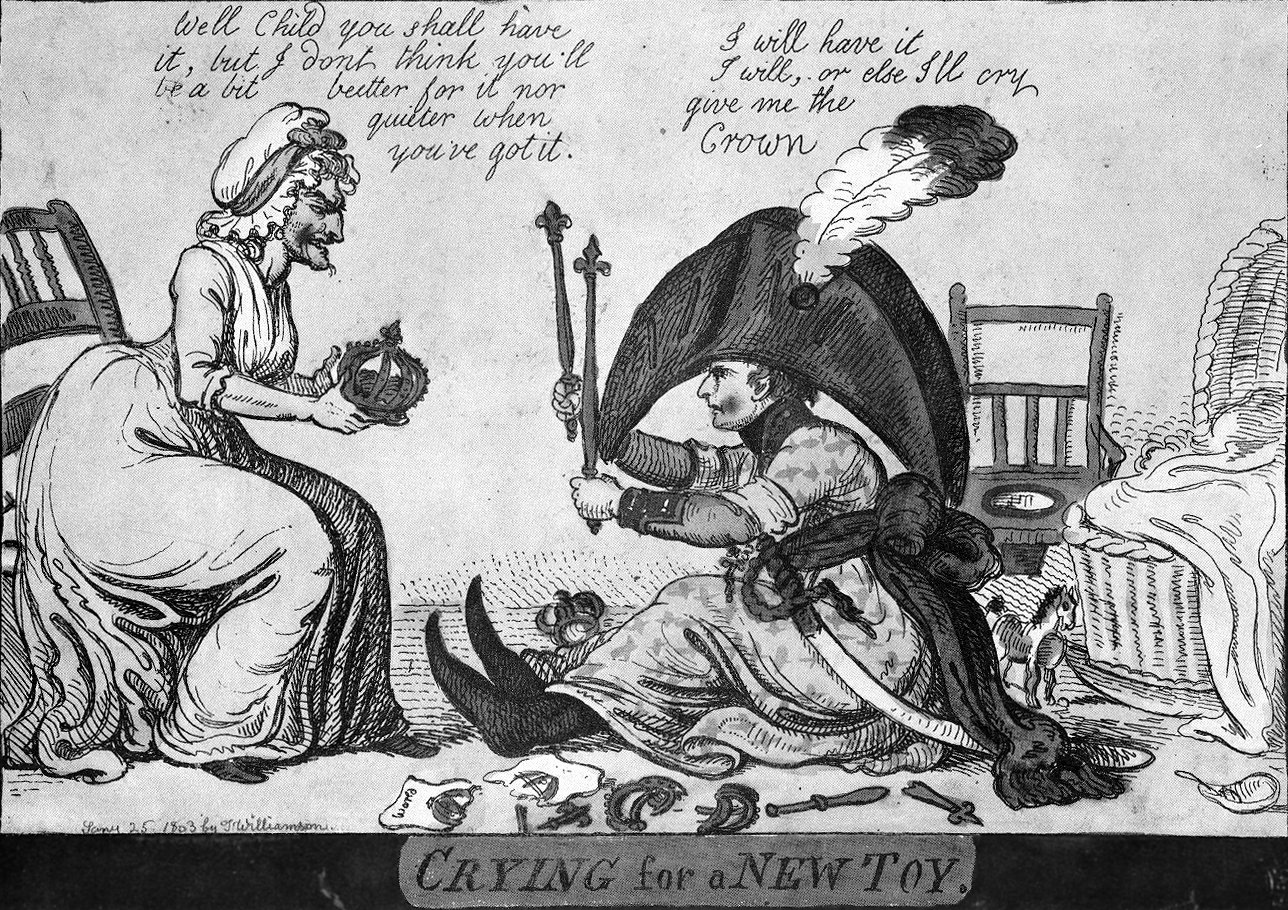
"Crying for a New Toy", en karikatyr av Napoleon (1803)

Isaac Cruikshank, född 5 oktober 1756 (osäkert) i Edinburgh, död 1811, var en brittisk konstnär.
Han flyttade till London där hans yrkeskarriär var framgångsrik. Cruikshank arbetade med etsning och gravyr, hantverket utförde han själv med sina teckningar som utgångspunkt, varefter hustrun satte sig att färglägga. Sina två söner, George och Robert, gav han utbildning, och med sig själv som mentor gjorde han dem bägge till framstående konstnärer. Cruikshank är representerad vid bland annat Nationalmuseum.